# Kamień runiczny ze Stangeland

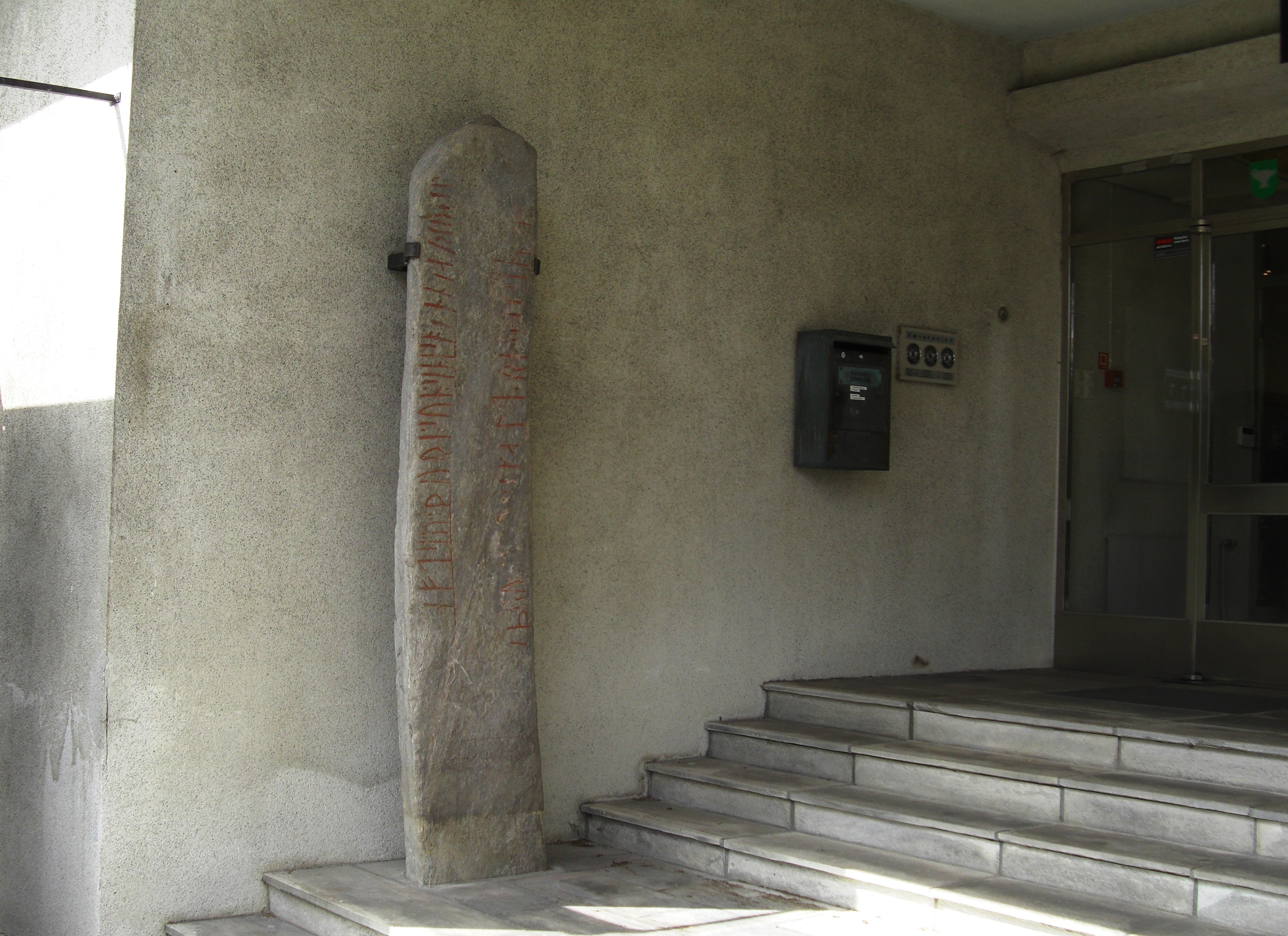
Kamień runiczny ze Stangeland

Kamień runiczny ze Stangeland (N 239) – datowany na koniec X wieku kamień runiczny, pochodzący z farmy w miejscowości Stangeland w norweskim regionie Rogaland.
Od 1990 roku kamień ustawiony jest przed wejściem do ratusza w Sandnes. Umieszczona na nim inskrypcja ma charakter pamiątkowy, wyryta została przez ojca ku pamięci syna, który zginął w Danii. Napis na kamieniu na skutek działania czynników atmosferycznych jest obecnie miejscami zatarty, przy jego rekonstrukcji badacze posługują się sporządzonymi w XVII i XVIII wieku wizerunkami zabytku.
Inskrypcja głosi (odczyt zaproponowany w 1952 roku przez Aslaka Liestøla):
- þur[biurn]:skalt:ra[i]stis[t]n[þą]n[a]
- aft:s[ą]i:þuri:sun:sin:isą:[t]ąn[m]arku[:f]il[3]

Co znaczy:
- Thorbjörn Skald wzniósł ten kamień dla Seima, swego syna, który poległ w Danii[2].